# Knooppunt Tetteh Quarshie
Het Knooppunt Tetteh Quarshie (Engels: Tetteh Quarshie Interchange) is een verkeersknooppunt in het noorden van de Ghanese stad Accra. Hier kruisen de Accra - Tema Motorway (N1) richting Tema, de George Walker Bush Motorway (N1) richting Winneba, de N4) richting Koforidua en de Liberation Road richting het centrum van Accra met elkaar.
Het knooppunt is uitgevoerd als een klaverbladknooppunt en genoemd naar Tetteh Quarshie, een Ghanees die de cacaoplantages heeft geïntroduceerd in Ghana.

## Geschiedenis
De Accra - Tema Motorway werd in 1964 opengesteld als een van de eerste autosnelwegen van Afrika. Deze weg sloot met een grote rotonde aan op de N4. Tussen 1998 en 2005 werd deze rotonde omgebouwd tot klaverbladknooppunt. Dit project kostte 8.000.000 Ghanese cedi (ongeveer 16.000.000 euro) en werd gefinancierd door de African Development Bank. De opening was op 27 februari 2005 door de toenmalige president John Agyekum Kufuor. Sinds 15 februari 2012 sluit ook de George Walker Bush Motorway op het knooppunt aan.
| Aansluitende wegen                              | Aansluitende wegen                     | Aansluitende wegen             | Aansluitende wegen | Aansluitende wegen |
| ----------------------------------------------- | -------------------------------------- | ------------------------------ | ------------------ | ------------------ |
|                                                 |                                        | N4 richting Koforidua          |                    |                    |
|                                                 |                                        |                                |                    |                    |
| N1 George Walker Bush Motorway richting Winneba | N1 Accra - Tema Motorway richting Tema |                                |                    |                    |
|                                                 |                                        |                                |                    |                    |
|                                                 |                                        | Liberation Road richting Accra |                    |                    |